# George MacDonald (forfatter)
 Der er flere personer med dette navn, se George MacDonald.
George MacDonald (født 10. december 1824, død 18. september 1905) var en skotsk forfatter, poet og præst. Som forfatter var han en pioner indenfor fantasygenren og er blevet inspirator for flere kendte forfattere såsom W.H. Auden, C.S. Lewis, J.R.R. Tolkien , Walter de la Mare,  E. Nesbit og Madeleine L'Engle. G.K. Chesterton fortalte i bogen The Princess and the Goblin, at MacDonalds forfatterskab havde stor betydning for hans virke.
C.S. Lewis udtrykte gennem hans liv en stor gæld til MacDonald, og dedikerede et helt værk til ham med navnet George MacDonald, hvor i han samlede mange af MacDonalds passager. C.S. Lewis brugte også MacDonald som en karakter i hans eget værk Den Store Skilsmisse. Lewis omtalte MacDonald som sin "læremester" , og at han "aldrig skrev en bog, hvori jeg ikke citerede ham [MacDonald]".
George MacDonald var også tætte venner med Lewis Carroll og opfordrede ham til at udgive Alice i Eventyrland.
George MacDonald var præst i Treenigheds Menighedskirken i Arundel. George MacDonald prædikede universalisme, læren om at alle mennesker vil blive frelst, - noget der fik hans løn halveret. MacDonalds teologiske virke havde stor indflydelse på b.la. C.S. Lewis.
Dronning Victoria gav MacDonalds romaner til sine børnebørn og bevilgede ham en borgerlig pension i 1877. Ærkebiskop Tait sagde, at MacDonald "var den allerbedste prædikant, han nogensinde havde hørt." 